# FOREVER LOVE
「FOREVER LOVE」是日本的女子偶像組合℃-ute的第7张单曲。2008年11月26日由zetima发售。

## 概要
- 「FOREVER LOVE」是成員有原栞菜的最後一張單曲。
- 「FOREVER LOVE」是TBS節目「メガデジ」的片尾曲。
- 此單曲有2個版本，分別有「初回生産限定盤」和「CD ONLY」。「初回生産限定盤」收錄了「FOREVER LOVE」的Making。
- 在12月8日於公信榜单曲週排行榜取得第5位。

## 收錄内容

### CD（初回生産限定盤，CD ONLY）
1. FOREVER LOVE
（作詞・作曲：淳君 編曲：鈴木俊介）
2. 十七歲的VOW（セブンティーンズVOW）
（作詞・作曲：淳君 編曲：鈴木俊介）
3. FOREVER LOVE(Instrumental)

### DVD（初回生産限定盤）
1. FOREVER LOVE（Making）